# Gunilla Axén
Gunilla Sonja Eva Axén (* 27. Oktober 1966 in Eskilstuna) ist eine ehemalige schwedische Fußballspielerin.

## Karriere

### Vereine
Axén begann im Alter von acht Jahren für den in Hällbybrunn in der Gemeinde Eskilstuna ansässigen Hällbybrunns Idrottsförening mit dem Fußballspielen. Im Seniorinnenbereich kam sie von 1981 bis 1989 ausschließlich für den in Västerås in der Provinz Västmanlands ansässigen Gideonsbergs IF in der  die letzten beiden Spielzeiten in der Damallsvenskan, der höchsten Spielklasse im schwedischen Frauenfußball, zu Punktspielen. Eine im Alter von 23 Jahren erlittene Verletzung des vorderen Kreuzbandes zwang sie ihre Spielerkarriere vorzeitig zu beenden.

### Nationalmannschaft
Axén bestritt in fünf Jahren 29 Länderspiele für die Nationalmannschaft des SvFF.
Sie debütierte als Nationalspielerin am 28. April 1984 in Linköping beim 2:1-Sieg über die Nationalmannschaft Italiens im Rückspiel des EM-Halbfinales. Im anschließenden Finale (in diesem unberücksichtigt), das seinerzeit noch in Hin- und Rückspiel ausgetragen wurde, gab es keinen Sieger, da sowohl in Göteborg als auch in Luton jede Mannschaft mit 1:0 das Spiel für sich entscheiden konnte. Im notwendig gewordenen Elfmeterschießen wurde mit dem 4:3 der erste Europameisterschaftstitel errungen; daran hatte ihre Torhüterin Elisabeth Leidinge mit zwei abgewehrten Schüssen erheblichen Anteil. Drei Jahre später erreichte sie mit ihrer Mannschaft erneut das Finale, das fortan in einem Spiel ausgetragen wurde. Gegner war die Nationalmannschaft Norwegens, die den Titel mit einem 2:1-Sieg das erste Mal gewann. Zuvor wurde sie auch im Halbfinale gegen die Nationalmannschaft Englands eingesetzt und hatte ihrerseits mit zwei Toren Anteil am 3:2-Sieg n. V. und am Einzug ins Finale.
Nach dem ersten von insgesamt neun Freundschaftsspielen (3 Tore) am 5. September 1984 in Lillestrøm beim 2:2-Unentschieden gegen die Nationalmannschaft Norwegens, kam sie in acht EM-Qualifikationsspielen (4 Tore) zum Einsatz. In ihrem zweiten am 11. Juni 1985 in Helsingborg im zweiten Spiel der EM-Qualifikationsgruppe 3 beim 2:0-Sieg über die Nationalmannschaft der Niederlande erzielte sie mit dem Treffer zum Endstand in der 62. Minute ihr erstes von elf Länderspieltoren.
Sie nahm mit ihrer Mannschaft am Turnier um den Nordamerika-Pokal in Blaine im Bundesstaat Minnesota teil und kam vom 5. bis 11. Juli 1987 in allen Turnierspielen zum Einsatz. Im zweiten Spiel am 7. Juli gegen die Nationalmannschaft Chinas, die durch eine Auswahlmannschaft aus Changchun vertreten wurde, erzielte sie beim 6:0-Sieg zwei Tore (3:0/50. Minute, 4:0/62. Minute).
Ferner nahm sie mit ihrer Mannschaft am FIFA-Frauen-Einladungsturnier 1988 (inoffizielle Weltmeisterschaft) in der Volksrepublik China teil und wurde in den Spielen am 1., 5., 8. und 12. Juni eingesetzt. Das Finale am 12. Juni bei der 0:1-Niederlage gegen die Nationalmannschaft Norwegens war zugleich ihr letztes Länderspiel.

## Erfolge
- Europameister 1984
- Finalist Europameisterschaft 1987
- Finalist FIFA-Frauen-Einladungsturnier 1988

## Auszeichnung
- Schwedens Fußballspielerin des Jahres 1986